# David George
David Harold George (Kaapstad, 23 februari 1976) is een voormalig Zuid-Afrikaans wielrenner. Hij was meerdere malen Zuid-Afrikaans kampioen tijdrijden. Hij nam tweemaal deel aan de Olympische Zomerspelen maar eindigde beide keren achter in het deelnemersveld.

## Belangrijkste overwinningen
1997
- Wereldkampioenschap tijdrijden, Beloften

1998
- Tijdrijden op Commonwealth Games

2001
- Zuid-Afrikaans kampioen tijdrijden, Elite

2002
- Eindklassement Ronde van de Kaap

2003
- 1e etappe Ronde van de Kaap
- Eindklassement Ronde van de Kaap
- Zuid-Afrikaans kampioen op de weg, Elite

2004
- Eindklassement Ronde van de Kaap
- Zuid-Afrikaans kampioen tijdrijden, Elite

2006
- Eindklassement Ronde van Langkawi
- 4e etappe Ronde van de Kaap
- Zuid-Afrikaans kampioen tijdrijden, Elite

2007
- 4e etappe Ronde van de Kaap
- Zuid-Afrikaans kampioen tijdrijden, Elite

2008
- 5e etappe Ronde van de Kaap

2010
- 4e etappe Ronde van de Kaap
- Eindklassement Ronde van de Kaap

## Resultaten in voornaamste wedstrijden
| Jaar | Ronde van Italië | Ronde van Frankrijk | Ronde van Spanje |
| ---- | ---------------- | ------------------- | ---------------- |
| 2001 |                  |                     |                  |
| 2006 |                  |                     | 70e              |

| Jaar | Luik-Bast.‑Luik |
| ---- | --------------- |
| 2001 | 95e             |
| 2006 |                 |